# Cwmtillery
Orașul Cwmtillery este o localitate În Țara Galilor, (Regatul Unit al Marii Britanii și Scoției de Nord).
Este orașul unde s-a format formația muzicală Tommy Scott and the Senators din care face parte și cântărețul Sir Tom Jones. În anul 1964 cunoscând primul hit-succes, se lansează în carieră solo și se desparte de trupă.